# Willard (película de 2003)
Willard es una película canadiense-estadounidense del género terror, de (2003), dirigida por Glen Morgan, que también es autor del guion. Basada en la novela corta británica Ratman's Notebooks de Gilbert Ralston, es un remake de la película homónima de 1971.

## Argumento
Willard Stiles (Crispin Glover) es una persona que no encaja en la sociedad y que cuida de su madre enferma y frágil pero verbalmente abusiva, Henrietta (Jackie Burroughs), en una vieja mansión mohosa donde también hay una colonia de ratas en el sótano. 
Willard es humillado constantemente delante de sus compañeros de trabajo por su jefe, el cruel Frank Martin (R. Lee Ermey), un hombre que tiene un interés personal en que Willard fracase en su trabajo, para su beneficio personal.
Una noche Willard encuentra una rata atrapada en su cocina a la que adopta como mascota y a la que bautiza como Socrates ya que posee una inteligencia inusualmente elevada, esta lleva a otra rata a la casa a la cual el joven bautiza como Big Ben dado su anormal tamaño y fuerza. En poco tiempo Willard descubre que gracias Socrates y Big Ben el resto de las ratas han aprendido a obedecer su órdenes por lo que las entrena para ayudarlo y llevar a cabo pequeñas venganzas contra la gente que lo ha maltratado; sin embargo constantemente debe lidiar con el conflicto entre ambas ratas ya que mientras Socrates es pasivo y astuto, Big Ben es agresivo, impulsivo y celoso del afecto que Willard muestra por Socrates.
Todo cambia cuando el jefe de Willard encuentra a Socrates y lo mata por diversión. Ante esto el joven decide cobrar venganza y usando cientos de ratas amaestradas y comenzando así una escalada de muerte y locura donde él mismo deberá intentar frenar a Big Ben y a sí mismo.

## Reparto
- Crispin Glover como Willard Stiles.
- R. Lee Ermey como Martin Franco.
- Laura Elena Harring como Cathryn.
- Jackie Burroughs como Henrietta Stiles.
- Kimberly Patton como la señorita Jeach.
- Guillermo S. Taylor como el señor Garter.
- Kristen Cloke como la psiquiatra (no acreditada).
- Cristhian Mora preparador físico de Big Ben.

## Trivia
- El cuadro enmarcado del padre de Willard es un cuadro de Bruce Davison, que apareció en la película Willard de 1971.
- Los DVD producidos en 2004 incluyen dos finales: 
  - El final original concluye con un plano que se acerca a una ventana a la biblioteca. A través de la ventana puede verse la silueta de Ben, cuidando de su rata. Tras esto hay un fundido a negro dejando entrever la muerte de Willard.
  - El final extendido incluye metraje adicional en el manicomio. Una psiquiatra femenina enuncia el diagnóstico de Willard en el exterior de su habitación. Junto a ella está Mr. Garter, del banco, que le pide que firme un documento por el que lo pone a él a cargo de las posesiones de Willard, incluida la casa. En el interior de la celda, Willard grita a su visitante y el plano cambia a uno en que se le ve mirar a la psiquiatra y Mr. Gartner a través del ventanuco de la puerta.
- La edición en DVD editada en España dice tener los extras de la edición americana, sin embargo, no hay extras en dicha edición.
- En 1988, Crispin Glover escribió un libro llamado "Rat Catching" (Cazando ratas).

## Premios
- Crispin Glover fue nominado como mejor actor en los Premios Saturn.

- Roberth McLachlan ganó el premio de la Canadian Society of Cinematographers Awards for Best Cinematography in a Theatrical Feature for Willard.

- El lanzamiento de DVD de Willard fue nominado para el premio Golden Satellite award, como mejor DVD Extras en los Satellite Awards 2004.

- Datos: Q1892163